# Viktor Pečovský
Viktor Pečovský (Brezno, 24 mei 1983) is een Slowaaks voormalig voetballer die doorgaans speelde als verdedigende middenvelder. Tussen 2000 en 2020 speelde hij voor Dukla Banská Bystrica en MŠK Žilina. Pečovský maakte in 2012 zijn debuut in het Slowaaks voetbalelftal en kwam tot vijfendertig interlands.

## Clubcarrière
Pečovský maakte zijn debuut voor Dukla Banská Bystrica, de club waarbij hij ook de gehele jeugdopleiding doorliep, op 8 april 2009. In het thuisduel tegen FC Petržalka mocht de middenvelder direct in de basis beginnen en de negentig minuten volmaken. Pečovský speelde tot aan de zomer van 2011 in dienst van Dukla Banská Bystrica, maar in dat jaar maakte hij na meer dan tweehonderd wedstrijden voor zijn oude club een transfer naar MŠK Žilina. In april 2020 zette Pečovský een punt achter zijn loopbaan als voetballer.

## Interlandcarrière
Zijn debuut in het Slowaaks voetbalelftal maakte Pečovský op 15 augustus 2012, toen er met 1–3 gewonnen werd van Denemarken. Van bondscoaches Michal Hipp en Stanislav Griga mocht de middenvelder in de rust invallen voor Juraj Kucka. Met Slowakije nam hij deel aan het Europees kampioenschap voetbal 2016 in Frankrijk. Slowakije werd in de achtste finale uitgeschakeld door Duitsland (0–3).
| Interlands van Viktor Pečovský voor Slowakije | Interlands van Viktor Pečovský voor Slowakije | Interlands van Viktor Pečovský voor Slowakije | Interlands van Viktor Pečovský voor Slowakije | Interlands van Viktor Pečovský voor Slowakije | Interlands van Viktor Pečovský voor Slowakije | Interlands van Viktor Pečovský voor Slowakije |
| №                                             | Datum                                         | Wedstrijd                                     | Uitslag                                       | Competitie                                    | Goals                                         |                                               |
| Als speler bij MŠK Žilina                     | Als speler bij MŠK Žilina                     | Als speler bij MŠK Žilina                     | Als speler bij MŠK Žilina                     | Als speler bij MŠK Žilina                     | Als speler bij MŠK Žilina                     | Als speler bij MŠK Žilina                     |
| --------------------------------------------- | --------------------------------------------- | --------------------------------------------- | --------------------------------------------- | --------------------------------------------- | --------------------------------------------- | --------------------------------------------- |
| 1                                             | 15 augustus 2012                              | Denemarken – Slowakije                        | 1 – 3                                         | Vriendschappelijk                             |                                               |                                               |
| 2                                             | 7 september 2012                              | Litouwen – Slowakije                          | 1 – 1                                         | WK 2014 kwalificatie                          |                                               |                                               |
| 3                                             | 12 oktober 2012                               | Slowakije – Letland                           | 2 – 1                                         | WK 2014 kwalificatie                          |                                               |                                               |
| 4                                             | 16 oktober 2012                               | Slowakije – Griekenland                       | 0 – 1                                         | WK 2014 kwalificatie                          |                                               |                                               |
| 5                                             | 14 november 2012                              | Tsjechië – Slowakije                          | 3 – 0                                         | Vriendschappelijk                             |                                               |                                               |
| 6                                             | 6 februari 2013                               | België – Slowakije                            | 2 – 1                                         | Vriendschappelijk                             |                                               |                                               |
| 7                                             | 22 maart 2013                                 | Slowakije – Litouwen                          | 1 – 1                                         | WK 2014 kwalificatie                          |                                               |                                               |
| 8                                             | 14 augustus 2013                              | Roemenië – Slowakije                          | 1 – 1                                         | Vriendschappelijk                             |                                               |                                               |
| 9                                             | 6 september 2013                              | Bosnië en Herzegovina – Slowakije             | 0 – 1                                         | WK 2014 kwalificatie                          | 77'                                           |                                               |
| 10                                            | 10 september 2013                             | Slowakije – Bosnië en Herzegovina             | 1 – 2                                         | WK 2014 kwalificatie                          |                                               |                                               |
| 11                                            | 11 oktober 2013                               | Griekenland – Slowakije                       | 1 – 0                                         | WK 2014 kwalificatie                          |                                               |                                               |
| 12                                            | 15 oktober 2013                               | Letland – Slowakije                           | 2 – 2                                         | WK 2014 kwalificatie                          |                                               |                                               |
| 13                                            | 15 november 2013                              | Polen – Slowakije                             | 0 – 2                                         | Vriendschappelijk                             |                                               |                                               |
| 14                                            | 19 november 2013                              | Gibraltar – Slowakije                         | 0 – 0                                         | Vriendschappelijk                             |                                               |                                               |
| 15                                            | 23 mei 2014                                   | Slowakije – Montenegro                        | 2 – 0                                         | Vriendschappelijk                             |                                               |                                               |
| 16                                            | 26 mei 2014                                   | Rusland – Slowakije                           | 1 – 0                                         | Vriendschappelijk                             |                                               |                                               |
| 17                                            | 4 september 2014                              | Slowakije – Malta                             | 1 – 0                                         | Vriendschappelijk                             |                                               |                                               |
| 18                                            | 8 september 2014                              | Oekraïne – Slowakije                          | 0 – 1                                         | EK 2016 kwalificatie                          |                                               |                                               |
| 19                                            | 9 oktober 2014                                | Slowakije – Spanje                            | 2 – 1                                         | EK 2016 kwalificatie                          |                                               |                                               |
| 20                                            | 12 oktober 2014                               | Wit-Rusland – Slowakije                       | 1 – 3                                         | EK 2016 kwalificatie                          |                                               |                                               |
| 21                                            | 15 november 2014                              | Macedonië – Slowakije                         | 0 – 2                                         | EK 2016 kwalificatie                          |                                               |                                               |
| 22                                            | 18 november 2014                              | Slowakije – Finland                           | 2 – 1                                         | Vriendschappelijk                             |                                               |                                               |
| 23                                            | 27 maart 2015                                 | Slowakije – Luxemburg                         | 3 – 0                                         | EK 2016 kwalificatie                          |                                               |                                               |
| 24                                            | 31 maart 2015                                 | Slowakije – Tsjechië                          | 1 – 0                                         | Vriendschappelijk                             |                                               |                                               |
| 25                                            | 14 juni 2015                                  | Slowakije – Macedonië                         | 2 – 1                                         | EK 2016 kwalificatie                          |                                               |                                               |
| 26                                            | 8 september 2015                              | Slowakije – Oekraïne                          | 0 – 0                                         | EK 2016 kwalificatie                          |                                               |                                               |
| 27                                            | 9 oktober 2015                                | Slowakije – Wit-Rusland                       | 0 – 1                                         | EK 2016 kwalificatie                          |                                               |                                               |
| 28                                            | 12 oktober 2015                               | Luxemburg – Slowakije                         | 2 – 4                                         | EK 2016 kwalificatie                          |                                               |                                               |
| 29                                            | 13 november 2015                              | Slowakije – Zwitserland                       | 3 – 2                                         | Vriendschappelijk                             |                                               |                                               |
| 30                                            | 17 november 2015                              | Slowakije – IJsland                           | 3 – 1                                         | Vriendschappelijk                             |                                               |                                               |
| 31                                            | 27 mei 2016                                   | Slowakije – Georgië                           | 3 – 1                                         | Vriendschappelijk                             |                                               |                                               |
| 32                                            | 29 mei 2016                                   | Duitsland – Slowakije                         | 1 – 3                                         | Vriendschappelijk                             |                                               |                                               |
| 33                                            | 15 juni 2016                                  | Rusland – Slowakije                           | 1 – 2                                         | EK 2016                                       |                                               |                                               |
| 34                                            | 20 juni 2016                                  | Slowakije – Engeland                          | 0 – 0                                         | EK 2016                                       |                                               |                                               |
| 35                                            | 4 september 2016                              | Slowakije – Engeland                          | 0 – 1                                         | WK 2018 kwalificatie                          |                                               |                                               |